# Leo Marfurt

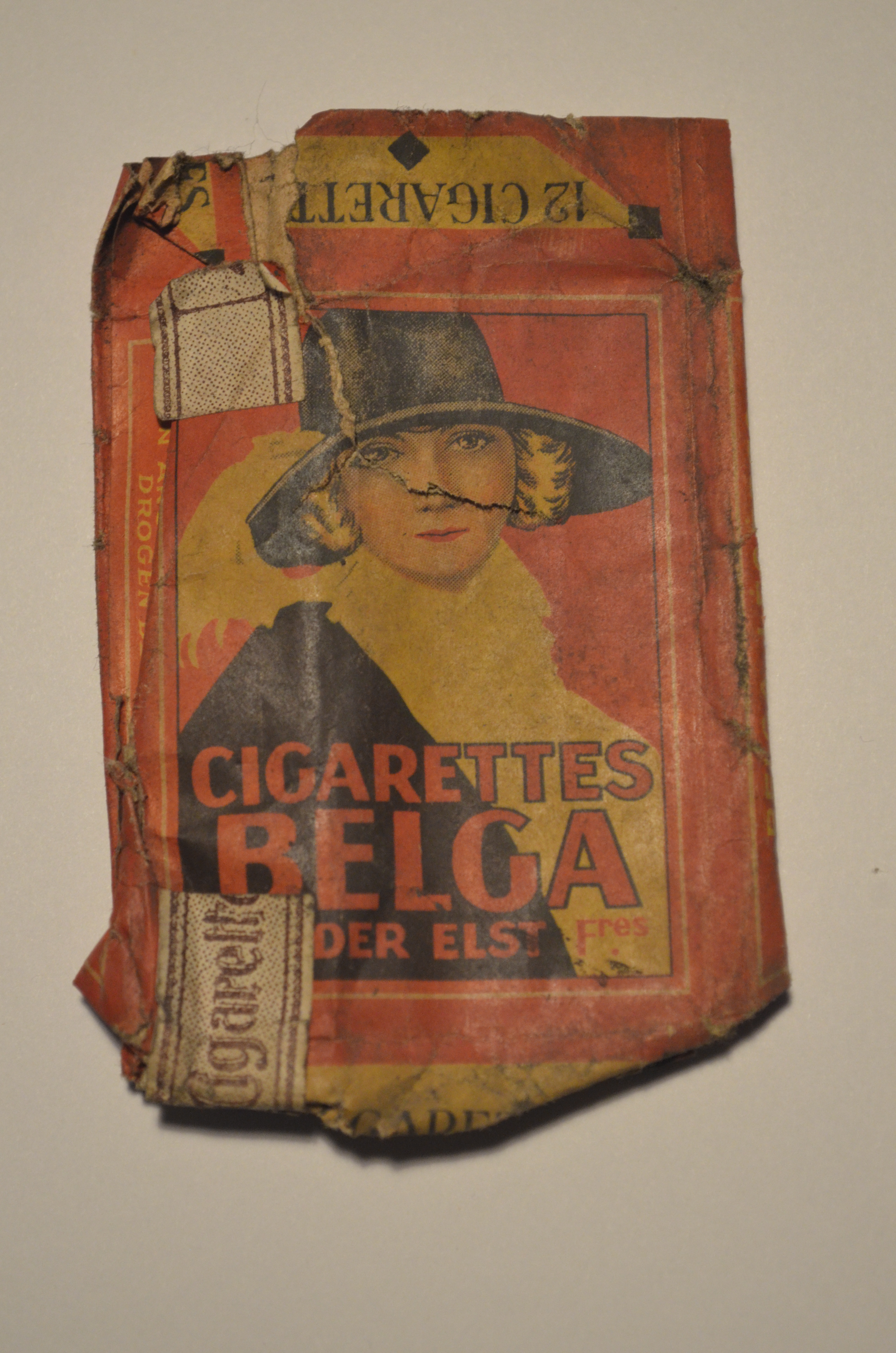
Ontwerp van Leo Marfurt

Leo Marfurt (Aarau, 1894 – Antwerpen, 1977)) was een Zwitsers-Belgisch reclametekenaar, bekend om zijn affiches uit de jaren 1930 in een innovatieve art-decostijl, die soms elementen van het futurisme, kubisme en surrealisme bevatte.

## Leven
Marfurt verhuisde in 1921 naar België, waar hij in 1922 trouwde. In 1927 richtte Marfurt in Brussel zijn eigen bedrijf op onder de naam Les Créations Publicitaires. Tot zijn klanten behoorden onder meer de Brusselse wereldtentoonstellingen (de Exposition internationale de Bruxelles van 1935 en Expo 58 in 1958), Minerva-auto’s, Chrysler-auto’s, Belga-sigaretten, veerdiensten over het Kanaal, en spoorwegen in zowel België als het Verenigd Koninkrijk.
Hij overleed in 1977 in Antwerpen.

## Tentoonstellingen
Van januari tot mei 2002 vond in het Nationaal Jenevermuseum in Hasselt een tentoonstelling plaats van Marfurts affiches voor gins en likeuren.
- International Standard Name Identifier: 0000 0003 9629 1852
- KulturNav: 5afb55ce-e2ae-439f-864b-b6c3c24b13db
- Library of Congress Control Number: n2018054128
- Nederlandse Thesaurus van Auteursnamen: 251783545
- Union List of Artist Names: 500463565
- Virtual International Authority File: 291193369
- WorldCat: E39PBJdRC7F7Mbr6K4hBywG8md